# Jean Daniélou
Jean Guénolé Marie Daniélou (Neuilly-sur-Seine, 14 maggio 1905 – Parigi, 20 maggio 1974) è stato un teologo e cardinale francese.
È stato accademico di Francia e, con Yves Congar ed Henri de Lubac, un esponente della Nouvelle théologie (Nuova Teologia).

## Biografia
Figlio primogenito di Charles Daniélou, un uomo politico francese che fu più volte ministro e una personalità anticlericale, e di Madeleine Clamorgan, fondatrice dell'Istituto Santa Maria e di una università gratuita femminile. Suo fratello minore fu l'indianista Alain Daniélou (1907-1994).
Dopo gli studi di Lettere e filosofia alla Sorbona e la laurea con lode in grammatica, nel 1927 divenne professore associato di tale materia.
Entrò poi nella Compagnia di Gesù nel 1929 e si dedicò all'insegnamento, inizialmente in un collegio maschile a Poitiers. Continuò quindi gli studi di teologia presso lo Scolasticato  gesuita di Lyon-Fouvière. Qui conobbe e divenne amico di De Lubac e di Hans Urs von Balthasar.
Fu ordinato presbitero nel 1938.
Durante la seconda guerra mondiale fu arruolato nelle forze aeree fino al 1940. Terminata la guerra completò il suo dottorato in teologia nel 1942. Lo stesso anno divenne cappellano di un collegio femminile di Sèvres e fondò la collana Sources Chrétiennes in collaborazione con Henri de Lubac, favorendo così la riscoperta dei Padri della Chiesa.
Nel 1941, Daniélou si trasferì a Parigi come redattore della rivista Études e fu cappellano presso l’École Normale Supérieur de Sèvres.
Nel 1943 ricevette la cattedra di Storia antica del cristianesimo all'Institut catholique de Paris, del quale sarebbe diventato il decano nel 1961.
Su richiesta di papa Giovanni XXIII prese parte al Concilio Vaticano II a titolo di esperto (peritus), collaborando anche alla rivista Esprit di Mounier.
Fu eletto arcivescovo titolare di Taormina l'11 aprile 1969 e consacrato vescovo in Parigi il 19 aprile dello stesso anno, per l'imposizione delle mani del cardinal François Marty, arcivescovo di Parigi, assistito da Julien Gouet e Daniel Pézeril, vescovi ausiliari di Parigi.
Fu creato cardinale nel concistoro del 28 aprile 1969, con la diaconia di San Saba. Partecipò alla I Assemblea straordinaria del Sinodo dei Vescovi, celebrata in Vaticano dall'11 al 28 ottobre 1969.
Fu eletto membro dell'Académie française il 9 novembre 1972, con il numero 37, succedendo al cardinal Tisserant. Il suo ricevimento ufficiale ebbe luogo il 22 novembre 1973. Alla sua morte (a partire dal 26 giugno 1975) il seggio venne occupato dal padre domenicano Carré.
Fu inoltre nominato cavaliere della Legion d'Onore.
La sua morte improvvisa, a causa di un infarto, fece all'epoca molto scalpore. Il gesuita trovò la morte, infatti, in casa di Mimi Santoni (spogliarellista di 24 anni, in possesso di una cospicua somma di denaro). Si affermò che il cardinale si fosse recato lì per usufruire dei servizi della ragazza e che potesse essere un suo cliente abituale; la Santoni, durante l'interrogatorio affermò, invece, che il prelato si trovava in casa sua per donarle una somma di denaro (con cui essa avrebbe pagato la cauzione del suo amante). Jean Danielou, su chiesa.espresso.repubblica.it.
Dopo la morte di Jean Daniélou nel 1974, Gunnel Vallquist scrisse un saggio sul "mistero di Daniélou": come mai lui, un principe della Chiesa, era morto di infarto nell'appartamento di una spogliarellista parigina? Vallquist sottolinea che il cardinale aveva a lungo assistito spiritualmente e materialmente lei e altre donne, portando avanti quest'opera anche dopo essere stato creato cardinale nel 1969. Per il cardinale il contatto, illuminato dalla carità cristiana, con persone dal comportamento considerato inaccettabile non era un limite e, sebbene amico, non relativizzò mai l'insegnamento cattolico: scrisse con forza in difesa della castità, ma non temeva di visitare e assistere coloro che, per raggiungere questo ideale, avevano ancora strada da fare. Si stava semplicemente comportando come il suo Maestro.
Riposa al cimitero di Vaugirard (Parigi XV), in una tomba della Compagnia di Gesù, vicino a Michel de Certeau e ad Henri de Lubac.

## Pensiero
Come teologo studiò la relazione tra la fede e la teologia contemporanea, fu uno dei primi teologi occidentali a sostenere la teoria inclusivista del compimento, lavorò sul problema dell'immutabilità della verità, sulla relazione tra natura e grazia nel determinare la volontà della persona; approfondì anche i temi del marxismo e dell'ateismo.
I suoi studi hanno contribuito alla preparazione dei documenti del Concilio Vaticano II.

## Influenza
Papa Benedetto XVI, che lo conobbe durante il Concilio Vaticano II, nel 2006 disse di lui: «Come non ricordare la figura di questo teologo della Compagnia di Gesù [...] La sua attenzione alla verità e il suo dinamismo missionario invitano i nostri contemporanei ad annunciare il Vangelo nel mondo della cultura e della scienza, mettendo in campo tutte le risorse della ragione e dell’intelligenza, rimanendo fissi su Cristo, che è la via, la verità e la vita».

## Genealogia episcopale
La genealogia episcopale è:
- Cardinale Scipione Rebiba
- Cardinale Giulio Antonio Santori
- Cardinale Girolamo Bernerio, O.P.
- Arcivescovo Galeazzo Sanvitale
- Cardinale Ludovico Ludovisi
- Cardinale Luigi Caetani
- Cardinale Ulderico Carpegna
- Cardinale Paluzzo Paluzzi Altieri degli Albertoni
- Papa Benedetto XIII
- Papa Benedetto XIV
- Papa Clemente XIII
- Cardinale Marcantonio Colonna
- Cardinale Giacinto Sigismondo Gerdil, B.
- Cardinale Giulio Maria della Somaglia
- Cardinale Carlo Odescalchi, S.I.
- Vescovo Eugène de Mazenod, O.M.I.
- Cardinale Joseph Hippolyte Guibert, O.M.I.
- Cardinale François-Marie-Benjamin Richard de la Vergne
- Vescovo Marie-Prosper-Adolphe de Bonfils
- Cardinale Louis-Ernest Dubois
- Cardinale Georges-François-Xavier-Marie Grente
- Arcivescovo Marcel-Marie-Henri-Paul Dubois
- Cardinale Gabriel Auguste François Marty
- Cardinale Jean Guenolé Marie Daniélou, S.I.

## Scritti
- Le signe du Temple ou De la présence de Dieu, Parigi 1942; trad. it., Il segno del Tempio ovvero della presenza di Dio, Morcelliana, Brescia 1953, rist. Cantagalli, Siena 2011
- Platonisme et théologie mystique: doctrine spirituelle de saint Grégoire de Nysse (Platonismo e teologia mistica: dottrina spirituale di san Gregorio di Nissa), Parigi 1944: tesi di dottorato
- Le mystère du salut des nations, Parigi 1946
- Origène (Origene), Parigi 1948
- Sacramentum futuri 1950
- Bible et liturgie, la théologie biblique des sacrements et des fêtes d'après les Pères de l'Église, Parigi 1951; trad. it., Bibbia e liturgia, la teologia biblica dei sacramenti e delle feste nei Padri della Chiesa, 1965
- Les anges et leur mission, d'après les Pères de l'Église, Parigi, 1952; trad. it., Gli angeli e la loro missione nei Padri della Chiesa, Edizioni Paoline, Pescara 1957
- Essai sur le mystère de l'histoire, Le Cerf, Paris 1953; trad. it., Saggio sul mistero della storia (1963), rist. Morcelliana, Brescia 2012
- Dieu et nous, Grasset, 1956; trad. it., Dio e noi, One Way Edizioni, Reggio Emilia (con Prefazione di Giuseppe Pittau)
- Les saints "païens" de l'Ancien Testament, Editions du Seuil, Paris 1956; trad. it., I santi pagani dell'Antico Testamento, Queriniana, Brescia 1964, 19882 (con Prefazione di Gianfranco Ravasi)
- Philon d'Alexandrie (Filone di Alessandria), Parigi 1958
- Théologie du Judéo-Christianisme
- Approches du Christ, Grasset, 1960
- Les Symboles chrétiens primitifs, 1961
- Scandaleuse vérité, 1961
- Au commencement, 1963
- L'Oraison, problème politique, 1965
- Mythes païens, mystère chretien, Fayard, Paris 1966; trad. it., Miti pagani, mistero cristiano, Edizioni Paoline, Catania 1968, e successive edizioni: Arkeios, Roma 1994 e 1995
- Études d'exégèse judéo-chrétienne, 1966
- Les Évangiles de l'enfance, Desclée de Brouwer, Parigi 1967
- La Trinité et le mystère de l'existence, Parigi 1968; trad. it., La Trinità e il mistero dell'esistenza, Queriniana, Brescia 1968, 19892, 20143
- L'église des apôtres, 1970
- L'être et le temps chez Grégoire de Nysse, Brill, Leida 1970
- L'avenir de la religion, 1968
- Tests, Beauchesne éditeur, 1968
- La Foi de toujours et l'homme d'aujourd'hui, Beauchesne, 1969
- La Résurrection, 1969
- Pourquoi l'Église?, 1972
- Les manuscrits de la Mer Morte et les origines du christianisme, Parigi 1957
- Histoire des doctrines chretiennes avant Nicée, in tre volumi (1958-1978):

1: Théologie du judéo-christianisme
2: Message evangelique et culture hellenistique aux 2. et 3. siècle
3: Les origines du christianisme latin